# IMSA WeatherTech SportsCar Championship 2016
Die IMSA WeatherTech SportsCar Championship 2016 war die dritte Saison der IMSA WeatherTech SportsCar Championship und die erste unter dem neuen Namen. Die Saison startete mit dem 24-Stunden-Rennen von Daytona am 30./31. Januar 2016 und endete am 1. Oktober 2016 mit dem Petit Le Mans auf der Road Atlanta.

## Teilnehmerfeld
| Team                                          | #   | Chassis / Fahrzeug Motor                                  | Stammfahrer                                                 | Stammfahrer                                   | NAEC-Fahrer | NAEC-Fahrer                  |
| Team                                          | #   | Chassis / Fahrzeug Motor                                  | Name                                                        | Einsätze                                      | Name | Einsätze                     |
| --------------------------------------------- | --- | --------------------------------------------------------- | ----------------------------------------------------------- | --------------------------------------------- | --- | ---------------------------- |
| Prototype (Rennen 1–7, 9, 11, 12)             |     |                                                           |                                                             |                                               | |                              |
| DragonSpeed                                   | 81  | Oreca 05 Nissan                                           | keine                                                       | keine                                         | Nicolas Minassian Henrik Hedman Nicolas Lapierre                                                                   | 2                            |
| Panoz DeltaWing Racing                        | 0   | Delta Wing DWC13 Mazda                                    | Katherine Legge Sean Rayhall                                | 1–4, 6, 7, 9, 11, 12 1, 2, 4, 6, 7, 9, 11, 12 | Andreas Wirth Andy Meyrick Gabby Chaves                                                                            | 1 1–3, 12 6                  |
| Chip Ganassi Racing                           | 01  | Riley DP Ford EcoBoost                                    | keine                                                       | keine                                         | Alexander Wurz Brendon Hartley Andy Priaulx Lance Stroll                                                           | 1                            |
| Chip Ganassi Racing                           | 02  | Riley DP Ford EcoBoost                                    | keine                                                       | keine                                         | Scott Dixon Tony Kanaan Jamie McMurray Kyle Larson                                                                 | 1                            |
| Tequila Patron ESM                            | 2   | Ligier JS P2 Honda HPD                                    | keine                                                       | keine                                         | Scott Sharp Johannes van Overbeek Ed Brown Luís Felipe Derani                                                      | 1, 2, 6, 12 1, 2 1, 2, 6, 12 |
| Action Express Racing                         | 5   | Corvette DP (Coyote) Chevrolet                            | João Barbosa Christian Fittipaldi                           | 1–7, 9, 11, 12                                | Filipe Albuquerque Scott Pruett                                                                                    | 1, 2, 12 1                   |
| Action Express Racing                         | 31  | Corvette DP (Coyote) Chevrolet                            | Eric Curran Dane Cameron                                    | 1–7, 9, 11, 12                                | Simon Pagenaud Jonny Adam Scott Pruett                                                                             | 1, 12 1 2                    |
| Wayne Taylor Racing                           | 10  | Corvette DP (Dallara) Chevrolet                           | Jordan Taylor Ricky Taylor                                  | 1–7, 9, 11, 12                                | Max Angelelli Rubens Barrichello                                                                                   | 1, 2, 6, 12 1, 2             |
| SMP Racing                                    | 37  | BR Engineering BR01 Nissan                                | keine                                                       | keine                                         | Kirill Ladygin Nicolas Minassian Maurizio Mediani Mikhail Aleshin                                                  | 1                            |
| Mazda Motorsports                             | 55  | Lola B12/80 Mazda 2.0l Turbo                              | Jonathan Bomarito Tristan Nunez                             | 1–7, 9, 11, 12                                | Spencer Pigot | 1, 2, 6, 12                  |
| Mazda Motorsports                             | 70  | Lola B12/80 Mazda 2.0l Turbo                              | Joel Miller Tom Long                                        | 1–7, 9, 11, 12                                | Ben Devlin Keiko Ihara Spencer Pigot                                                                               | 1, 2, 6, 12 2 12             |
| Highway to Help                               | 50  | Riley DP BMW                                              | keine                                                       | keine                                         | Dorsey Schroeder Bryon de Foor Jim Pace Thomas Gruber David Hinton                                                 | 1, 2, 6 1 1, 2               |
| Michael Shank Racing with Curb-Agajanian      | 60  | Ligier JS P2 HPD                                          | John Pew Oswaldo Negri Katherine Legge                      | 1–4, 6, 7, 11, 12 1–7, 9, 11, 12 5            | A. J. Allmendinger Olivier Pla                                                                                     | 1 1, 2, 6, 12                |
| VisitFlorida.com Racing                       | 90  | Corvette DP (Coyote) Chevrolet                            | Ryan Dalziel Marc Goossens                                  | 1, 2, 4–7, 9, 11,12 1–7, 9, 11, 12            | Ryan Hunter-Reay                                                                                                   | 1–3, 12                      |
| Allegra Motorsports                           | 24  | Riley Mk XXVI DP BMW 5.0 L V8                             | keine                                                       | keine                                         | Dominik Farnbacher Cameron Lawrence Daniel Morad Carlos de Quesada                                                 | 2                            |
| Prototype Challenge (Rennen 1–3, 5–9, 11, 12) |     |                                                           |                                                             |                                               | |                              |
| Starworks Motorsport                          | 7   | Oreca FLM09 Chevrolet                                     | José Gutiérrez Sean Rayhall Gustavo Yacamán                 | 8, 9, 11 8 9, 11                              | Stefano Coletti James Dayson Quinlan Lall                                                                          | 12                           |
| Starworks Motorsport                          | 8   | Oreca FLM09 Chevrolet                                     | Alex Popow Renger van der Zande                             | 1–3, 5–9, 11, 12                              | Chris Cumming Jack Hawksworth David Heinemeier Hansson                                                             | 1 2, 12                      |
| Starworks Motorsport                          | 88  | Oreca FLM09 Chevrolet                                     | Mark Kvamme Ashley Freiberg Richard Bradley Remo Ruscitti   | 1, 3, 5–9, 11, 12 3, 5 6, 7, 9, 11, 12 6, 8   | Maro Engel Sean Johnston Felix Rosenqvist Michael Lyons Max Hanratty                                               | 1, 2 1 2 12                  |
| BAR1 Motorsports                              | 20  | Oreca FLM09 Chevrolet                                     | Johnny Mowlem Matt McMurry Tomy Drissi Bruno Junqueira      | 1–3, 5–8, 12 4, 6–9, 11 1, 3, 5, 12 9, 11     | Brendan Gaughan Ricardo Vera Don Yount Ryan Lewis Mark Drumwright                                                  | 1 2, 6, 12 2 1, 2            |
| BAR1 Motorsports                              | 26  | Oreca FLM09 Chevrolet                                     | keine                                                       | keine                                         | Adam Merzon Ryan Eversley Ryan Lewis Don Yount John Falb Johnny Mowlem                                             | 1 1, 9, 11 1, 11 9           |
| Performance Tech                              | 38  | Oreca FLM09 Chevrolet                                     | James French Kyle Marcelli Nicholas Boulle                  | 1–3, 5–9, 11, 12 1–3, 5–9, 12 11              | Jim Norman Josh Norman Brandon Gdovic Kenton Koch                                                                  | 1 1, 2 1 6, 12               |
| PR1/Mathiasen Motorsports                     | 52  | Oreca FLM09 Chevrolet                                     | Tom Kimber-Smith Robert Alon                                | 1–3, 5–9, 11, 12                              | Jose Gutiérrez Nick Boulle                                                                                         | 1, 2, 6, 12 1                |
| CORE Autosport                                | 54  | Oreca FLM09 Chevrolet                                     | Jon Bennett Colin Braun                                     | 1–3, 5–9                                      | Mark Wilkins Martin Plowman                                                                                        | 1, 2, 6 1                    |
| JDC - Miller MotorSports                      | 85  | Oreca FLM09 Chevrolet                                     | Mikhail Goikhberg Stephen Simpson                           | 1–3, 5–9                                      | Chris Miller Kenton Koch                                                                                           | 1, 2, 6, 12 1, 2             |
| GT Le Mans (Rennen 1–4, 6–12)                 |     |                                                           |                                                             |                                               | |                              |
| Corvette Racing                               | 3   | Corvette C7.R                                             | Antonio García Jan Magnussen                                | 1–4, 6–12                                     | Mike Rockenfeller                                                                                                  | 1, 2, 12                     |
| Corvette Racing                               | 4   | Corvette C7.R                                             | Tommy Milner Oliver Gavin                                   | 1–4, 6–12                                     | Marcel Fässler | 1, 2, 12                     |
| BMW Team RLL                                  | 25  | BMW M6 GTLM                                               | Dirk Werner Bill Auberlen                                   | 1–4, 6–12                                     | Bruno Spengler Augusto Farfus                                                                                      | 1, 2 1, 12                   |
| BMW Team RLL                                  | 100 | BMW M6 GTLM                                               | John Edwards Lucas Luhr                                     | 1–4, 6–12                                     | Graham Rahal Kuno Wittmer                                                                                          | 1 1, 2, 12                   |
| Risi Competizione                             | 62  | Ferrari 488 GTE                                           | Giancarlo Fisichella Toni Vilander                          | 1–4, 6–12                                     | Olivier Beretta Davide Rigon James Calado                                                                          | 1 1, 2 12                    |
| Ford Chip Ganassi Racing                      | 66  | Ford GT                                                   | Dirk Müller Joey Hand                                       | 1–4, 6–12                                     | Sebastien Bourdais                                                                                                 | 1, 2, 12                     |
| Ford Chip Ganassi Racing                      | 67  | Ford GT                                                   | Richard Westbrook Ryan Briscoe                              | 1–4, 6–12                                     | Stefan Mücke Scott Dixon                                                                                           | 1 2, 12                      |
| Scuderia Corsa                                | 68  | Ferrari 488 GTE                                           | Alessandro Pier Guidi Daniel Serra Alessandro Balzan        | 1, 2, 4, 6, 12 1–4, 6, 12 3                   | Alexandre Premat Memo Rojas Andrea Bertolini                                                                       | 1 2, 12                      |
| SMP Racing                                    | 72  | Ferrari 488 GTE                                           | keine                                                       | keine                                         | Gianmaria Bruni James Calado Andrea Bertolini Victor Shaitar                                                       | 1                            |
| Porsche North America / CORE Autosport        | 911 | Porsche 991 GT3 RSR                                       | Patrick Pilet Nick Tandy                                    | 1–4, 6–12                                     | Kévin Estre Richard Lietz                                                                                          | 1, 2 12                      |
| Porsche North America / CORE Autosport        | 912 | Porsche 991 GT3 RSR                                       | Earl Bamber Frédéric Makowiecki                             | 1–4, 6–12                                     | Michael Christensen                                                                                                | 1, 2, 12                     |
| GT Daytona (Rennen 1, 2, 4–12)                |     |                                                           |                                                             |                                               | |                              |
| TRG AMR                                       | 007 | Aston Martin Vantage GT3                                  | James Davidson Brandon Davis Ben Barker David Calvert-Jones | 1, 4 4 11                                     | Antonio Perez Ricardo Pérez de Lara Santiago Creel Lars Viljoen                                                    | 1                            |
| Stevenson Motorsports                         | 6   | Audi R8 LMS                                               | Andrew Davis Robin Liddell                                  | 1, 2, 4–12                                    | Lawson Aschenbach Matt Bell Connor De Phillippi Mike Skeen                                                         | 1 2 12                       |
| Stevenson Motorsports                         | 9   | Audi R8 LMS                                               | Lawson Aschenbach Matt Bell                                 | 2, 4–12                                       | Kenny Habul Boris Said Dion von Moltke Tristan Vautier                                                             | 1 1, 2, 12 1                 |
| O'Gara Motorsport                             | 11  | Lamborghini Huracán GT3                                   | keine                                                       | keine                                         | Richard Antinucci Townsend Bell Bill Sweedler                                                                      | 2 2, 4                       |
| Change Racing                                 | 16  | Lamborghini Huracán GT3                                   | Corey Lewis Spencer Pumpelly                                | 1, 2, 4–12                                    | Justin Marks Kaz Grala Al Carter Richard Antinucci                                                                 | 1 2 12                       |
| Konrad Motorsport                             | 21  | Lamborghini Huracán GT3                                   | keine                                                       | keine                                         | Emanuele Busnelli Jim Michaelian Joseph Toussaint Lance Willsey Pierre Ehret Jürgen Krebs Christopher Zöchling     | 1 2                          |
| Konrad Motorsport                             | 28  | Lamborghini Huracán GT3                                   | keine                                                       | keine                                         | Franz Konrad Fabio Babini Marc Basseng Rolf Ineichen Lance Willsey Terry Borcheller Christopher Brück Josh Webster | 1, 2 1 2                     |
| Alex Job Racing                               | 22  | Porsche 911 GT3 R                                         | Cooper MacNeil Leh Keen Sven Müller                         | 1, 2, 4–9 1, 2, 4–8 9                         | Shane van Gisbergen David McNeil Gunnar Jeannette                                                                  | 1 1, 2, 6                    |
| Team Seattle / Alex Job Racing                | 23  | Porsche 911 GT3 R                                         | Mario Farnbacher Alex Riberas                               | 1, 2, 4–12                                    | Wolf Henzler Ian James                                                                                             | 1 1, 2, 6, 12                |
| Alex Job Racing                               | 77  | Porsche 911 GT3 R                                         | David McNeil Gunnar Jeannette                               | 9                                             | keine | keine                        |
| Frikadelli Racing                             | 30  | Porsche 911 GT3 R                                         | keine                                                       | keine                                         | Klaus Abbelen Sabine Schmitz Frank Stippler Patrick Huisman Sven Müller                                            | 1                            |
| Riley Technologies                            | 33  | Dodge Viper GT3-R                                         | Jeroen Bleekemolen Ben Keating                              | 1, 2, 4–12                                    | Marc Miller Dominik Farnbacher                                                                                     | 1, 2, 12 1                   |
| Riley Technologies                            | 93  | Dodge Viper GT3-R                                         | keine                                                       | keine                                         | Gar Robinson Ben Keating Jeff Mosing Eric Foss Damien Faulkner                                                     | 1                            |
| Magnus Racing                                 | 44  | Audi R8 LMS                                               | Andy Lally John Potter                                      | 1, 2, 4–12                                    | Marco Seefried René Rast Dion von Moltke                                                                           | 1, 2, 12 1 6                 |
| Flying Lizard Motorsports / Krohn Racing      | 45  | Audi R8 LMS Ultra                                         | keine                                                       | keine                                         | Tracy Krohn Nic Jonsson Pierre Kaffer Christopher Haase                                                            | 1, 2 1                       |
| Paul Miller Racing                            | 48  | Lamborghini Huracán GT3                                   | Bryan Sellers Madison Snow                                  | 1, 2, 4–12                                    | Bryce Miller Mirko Bortolotti                                                                                      | 1, 2, 6, 12 1                |
| Spirit of Race                                | 51  | Ferrari 458 Italia                                        | keine                                                       | keine                                         | Peter Mann Matteo Cressoni Raffaele Giammaria Marco Cioci                                                          | 1, 2 1                       |
| Scuderia Corsa                                | 63  | Ferrari 458 Italia (Daytona) Ferrari 488 GT3 (ab Sebring) | Christina Nielsen Alessandro Balzan                         | 1, 2, 4–12                                    | Jeff Segal Robert Renauer                                                                                          | 1, 2, 6, 12 1                |
| Park Place Motorsports                        | 73  | Porsche 911 GT3 R                                         | Patrick Lindsey Jörg Bergmeister                            | 1, 2, 4–9, 11, 12                             | Norbert Siedler Matt McMurry Jan Heylen                                                                            | 1, 2, 6, 12 1 2              |
| Lone Star Racing                              | 80  | Dodge Viper GT3-R                                         | Dan Knox Mike Skeen                                         | 4, 9–11                                       | keine | keine                        |
| Turner Motorsport                             | 96  | BMW M6 GT3                                                | Bret Curtis Jens Klingmann                                  | 1, 2, 4–12                                    | Ashley Freiberg Marco Wittmann                                                                                     | 1, 2, 12 1                   |
| Turner Motorsport                             | 97  | BMW M6 GT3                                                | Markus Palttala Michael Marsal                              | 1, 2, 4–12                                    | Maxime Martin Jesse Krohn Cameron Lawrence                                                                         | 1 1, 2 12                    |
| Aston Martin Racing                           | 98  | Aston Martin Vantage GT3                                  | keine                                                       | keine                                         | Paul Dalla Lana Richie Stanaway Matthias Lauda Pedro Lamy                                                          | 1, 2                         |
| Black Swan Racing                             | 540 | Porsche 911 GT3 R                                         | Tim Pappas Nicky Catsburg                                   | 1, 2, 4, 6, 8 1, 2, 4, 6                      | Andy Pilgrim Patrick Long                                                                                          | 1, 2, 6, 8 1, 2              |

Anmerkungen
1. ↑  
Das Auto wird von AF Corse unter dem Namen SMP Racing eingesetzt

### Änderung der Klassen
In der GTD-Klasse wird das eigens von IMSA entwickelte technische Reglement zur Saison 2016 durch das FIA GT3 Reglement ersetzt. Daher müssen alle Teams ihre Fahrzeuge modifizieren oder wechseln. Sollten die Teams den Hersteller gewechselt haben, ist dies unter Änderungen bei Teams erwähnt.

### Änderungen bei Teams
- Chip Ganassi Racing wechselte mit der Übernahme des Ford GT Werksprogramms von der P-Klasse in die GTLM-Klasse
- RSR Racing wechselte mit der Übernahme des Lexus RC-F Werksprogramms von der PC-Klasse in die GTD-Klasse und heißt nun F Performance
- Team Falken Tire beendete sein Engagement in der IMSA-Serie, nachdem sich Sponsor Falken Tire zurückzieht[78]
- BMW Team RLL wechselte vom BMW Z4 GTLM zum BMW M6 GTLM
- Risi Competizione wechselte vom Ferrari 458 Italia zum Ferrari 488
- Konrad Motorsport wechselte vom Porsche 911 GT America zum Lamborghini Huracán
- Magnus Racing wechselte vom Porsche 911 GT America zum Audi R8 LMS
- Paul Miller Racing wechselte vom Audi R8 LMS zum Lamborghini Huracán
- Turner Motorsport vergrößerte sein Team auf zwei Fahrzeuge
- Black Swan Racing kehrte nach einigen Jahren mit einem Porsche 911 GT3 R in die IMSA Serie zurück
- Stevenson Motorsport stieg von der Continental Tire Sportscar Challenge in die IMSA Serie auf und setzt zwei Audi R8 LMS ein
- Change Racing stieg von der Lamborghini Super Trofeo in die IMSA Serie mit einem Lamborghini Huracán auf
- O'Gara Motorsport stieg von der Lamborghini Super Trofeo in die IMSA Serie mit einem Lamborghini Huracán auf

### Änderungen bei Fahrern
- Nach seinem Einsatz für Tequila Patron ESM in der FIA WEC wechselte Ryan Dalziel zu VisitFlorida.com Racing
- Der Belgier Marc Goossens wechselte von Riley Technologies zu VisitFlorida.com Racing
- Für das neue Ford GT Werksprogramm wurden Richard Westbrook von VisitFlorida.com Racing, Dirk Müller von BMW und Ryan Briscoe von Corvette Racing verpflichtet
- Der langjährige Chip Ganassi-Pilot Scott Pruett wechselte für die Rennen in Daytona und Sebring zu Action Express Racing und fuhr danach für F Performance
- Nach dem Rückzug des Team Falken Tire wechselte Bryan Sellers zu Paul Miller Racing
- Der junge Madison Snow wechselte von Wright Motorsport zu Paul Miller Racing
- Innerhalb der GTD-Klasse wechselte Christina Nielsen von TRG-AMR zu Scuderia Corsa
- Die langjährigen Partner Townsend Bell und Bill Sweedler wechselten gemeinsam von Scuderia Corsa zu O’Gara Motorsport
- Durch die Aufstockung des Programms hatte Turner Motorsport Brett Curtis sowie BMW-Werksfahrer Jens Klingmann verpflichtet

## Rennkalender

### USCC
Nicht alle Rennen werden für alle Klassen ausgeschrieben, da die Anzahl der eingeschriebenen Teilnehmer die Kapazität einzelner Rennstrecken übersteigt. Zusätzlich wurde für die Werksteams der GTLM-Klasse die Terminüberschneidung mit den 24-Stunden von Le Mans berücksichtigt. Dies führt zu zwölf Events mit je elf Wertungsrennen für die PC, GTLM und GTD-KLassen sowie zehn Rennen für die P-Klasse. Auf den Stadtkursen in Long Beach und Detroit werden Sprintrennen über 100 Minuten abgehalten. Alle weiteren Rennen, die nicht als NAEC-Event vorgesehen sind (siehe unten), werden über die 2015 eingeführte Rennlänge von 2:40 Stunden gehen.
Im Vergleich zum Vorjahr wurden die PC (Long Beach), GTLM (Lime Rock Park) und GTD (Canadian Tire Motorsport Park)-Klassen bei je einem Event ergänzt, so dass ein Rennen mehr zu absolvieren ist.

### NAEC
Der Tequila Patron North American Endurance Cup (NAEC) wird unverändert zum Jahr 2015 ausgetragen.

### Ergebnisse
Gesamtsieger in fett dargestellt.
| Nr. | Datum          | Rennname / Rennstrecke                                          | NAEC | Rennformat   | Klasse | ges. Fzg.      | Sieger                                       | Sieger                                                        | Sieger                          |
| Nr. | Datum          | Rennname / Rennstrecke                                          | NAEC | Rennformat   | Klasse | ges. Fzg.      | Team                                         | Fahrer                                                        | Fahrzeug                        |
| --- | -------------- | --------------------------------------------------------------- | ---- | ------------ | ------ | -------------- | -------------------------------------------- | ------------------------------------------------------------- | ------------------------------- |
| 1   | 30.–31. Januar | 24-Stunden-Rennen von Daytona Daytona International Speedway    | X    | 24 Stunden   | P      | 13             | Tequila Patron ESM #2                        | Scott Sharp Johannes van Overbeek Ed Brown Luís Felipe Derani | Ligier JS P2 Honda HPD          |
| 1   | 30.–31. Januar | 24-Stunden-Rennen von Daytona Daytona International Speedway    | X    | 24 Stunden   | PC     | 8              | JDC - Miller MotorSports #85                 | Mikhail Goikhberg Stephen Simpson Chris Miller Kenton Koch    | Oreca FLM09 Chevrolet           |
| 1   | 30.–31. Januar | 24-Stunden-Rennen von Daytona Daytona International Speedway    | X    | 24 Stunden   | GTLM   | 11             | Corvette Racing #4                           | Tommy Milner Oliver Gavin Marcel Fässler                      | Corvette C7.R                   |
| 1   | 30.–31. Januar | 24-Stunden-Rennen von Daytona Daytona International Speedway    | X    | 24 Stunden   | GTD    | 22             | Magnus Racing #44                            | Andy Lally John Potter Marco Seefried René Rast               | Audi R8 LMS                     |
|     |                |                                                                 |      |              |        |                |                                              |                                                               |                                 |
| 2   | 19. März       | 12-Stunden-Rennen von Sebring Sebring International Raceway     | X    | 12 Stunden   | P      | 12             | Tequila Patron ESM #2                        | Scott Sharp Johannes van Overbeek Ed Brown Luís Felipe Derani | Ligier JS P2 Honda HPD          |
| 2   | 19. März       | 12-Stunden-Rennen von Sebring Sebring International Raceway     | X    | 12 Stunden   | PC     | 7              | CORE Autosport #54                           | Jon Bennett Colin Braun Mark Wilkins                          | Oreca FLM09 Chevrolet           |
| 2   | 19. März       | 12-Stunden-Rennen von Sebring Sebring International Raceway     | X    | 12 Stunden   | GTLM   | 10             | Corvette Racing #4                           | Tommy Milner Oliver Gavin Marcel Fässler                      | Corvette C7.R                   |
| 2   | 19. März       | 12-Stunden-Rennen von Sebring Sebring International Raceway     | X    | 12 Stunden   | GTD    | 20             | Scuderia Corsa #63                           | Christina Nielsen Alessandro Balzan Jeff Segal                | Ferrari 488 GT3                 |
|     |                |                                                                 |      |              |        |                |                                              |                                                               |                                 |
| 3   | 16. April      | Sports Car Showcase at Long Beach Long Beach Grand Prix Circuit | --   | 100 Minuten  | P      | 8              | Wayne Taylor Racing #10                      | Jordan Taylor Ricky Taylor                                    | Corvette DP (Dallara) Chevrolet |
| 3   | 16. April      | Sports Car Showcase at Long Beach Long Beach Grand Prix Circuit | --   | 100 Minuten  | PC     | 7              | JDC - Miller MotorSports #85                 | Mikhail Goikhberg Stephen Simpson                             | Oreca FLM09 Chevrolet           |
| 3   | 16. April      | Sports Car Showcase at Long Beach Long Beach Grand Prix Circuit | --   | 100 Minuten  | GTLM   | 10             | Porsche North America / CORE Autosport #911  | Patrick Pilet Nick Tandy                                      | Porsche 991 GT3 RSR             |
| 3   | 16. April      | Sports Car Showcase at Long Beach Long Beach Grand Prix Circuit | --   | 100 Minuten  | GTD    | nicht am Start | nicht am Start                               | nicht am Start                                                | nicht am Start                  |
|     |                |                                                                 |      |              |        |                |                                              |                                                               |                                 |
| 4   | 1. Mai         | Monterey Grand Prix Laguna Seca Raceway                         | --   | 2:40 Stunden | P      | 8              | Michael Shank Racing with Curb-Agajanian #60 | John Pew Oswaldo Negri                                        | Ligier JS P2 HPD                |
| 4   | 1. Mai         | Monterey Grand Prix Laguna Seca Raceway                         | --   | 2:40 Stunden | PC     | 7              | PR1/Mathiasen Motorsports #52                | Tom Kimber-Smith Robert Alon                                  | Oreca FLM09 Chevrolet           |
| 4   | 1. Mai         | Monterey Grand Prix Laguna Seca Raceway                         | --   | 2:40 Stunden | GTLM   | 10             | Ford Chip Ganassi Racing #67                 | Richard Westbrook Ryan Briscoe                                | Ford GT                         |
| 4   | 1. Mai         | Monterey Grand Prix Laguna Seca Raceway                         | --   | 2:40 Stunden | GTD    | 17             | Team Seattle / Alex Job Racing #23           | Mario Farnbacher Alex Riberas                                 | Porsche 911 GT3 R               |
|     |                |                                                                 |      |              |        |                |                                              |                                                               |                                 |
| 5   | 4. Juni        | Sports Car Classic Raceway at Belle Isle                        | --   | 100 Minuten  | P      | 7              | Wayne Taylor Racing #10                      | Jordan Taylor Ricky Taylor                                    | Corvette DP (Dallara) Chevrolet |
| 5   | 4. Juni        | Sports Car Classic Raceway at Belle Isle                        | --   | 100 Minuten  | PC     | 7              | Starworks Motorsport #8                      | Alex Popow Renger van der Zande                               | Oreca FLM09 Chevrolet           |
| 5   | 4. Juni        | Sports Car Classic Raceway at Belle Isle                        | --   | 100 Minuten  | GTLM   | nicht am Start | nicht am Start                               | nicht am Start                                                | nicht am Start                  |
| 5   | 4. Juni        | Sports Car Classic Raceway at Belle Isle                        | --   | 100 Minuten  | GTD    | 13             | Riley Technologies #33                       | Jeroen Bleekemolen Ben Keating                                | Dodge Viper GT3-R               |
|     |                |                                                                 |      |              |        |                |                                              |                                                               |                                 |
| 6   | 3. Juli        | Six Hours of the Glen Watkins Glen International                | X    | 6 Stunden    | P      | 9              | Action Express Racing #5                     | João Barbosa Christian Fittipaldi Filipe Albuquerque          | Corvette DP (Coyote) Chevrolet  |
| 6   | 3. Juli        | Six Hours of the Glen Watkins Glen International                | X    | 6 Stunden    | PC     | 7              | Starworks Motorsport #8                      | Alex Popow Renger van der Zande                               | Oreca FLM09 Chevrolet           |
| 6   | 3. Juli        | Six Hours of the Glen Watkins Glen International                | X    | 6 Stunden    | GTLM   | 10             | Ford Chip Ganassi Racing #67                 | Richard Westbrook Ryan Briscoe                                | Ford GT                         |
| 6   | 3. Juli        | Six Hours of the Glen Watkins Glen International                | X    | 6 Stunden    | GTD    | 13             | Scuderia Corsa #63                           | Christina Nielsen Alessandro Balzan Jeff Segal                | Ferrari 488 GT3                 |
|     |                |                                                                 |      |              |        |                |                                              |                                                               |                                 |
| 7   | 10. Juli       | Sportscar Grand Prix Canadian Tire Motorsports Park             | --   | 2:40 Stunden | P      | 8              | Action Express Racing #31                    | Eric Curran Dane Cameron                                      | Corvette DP (Coyote) Chevrolet  |
| 7   | 10. Juli       | Sportscar Grand Prix Canadian Tire Motorsports Park             | --   | 2:40 Stunden | PC     | 7              | CORE Autosport #54                           | Jon Bennett Colin Braun Mark Wilkins                          | Oreca FLM09 Chevrolet           |
| 7   | 10. Juli       | Sportscar Grand Prix Canadian Tire Motorsports Park             | --   | 2:40 Stunden | GTLM   | 9              | Ford Chip Ganassi Racing #67                 | Richard Westbrook Ryan Briscoe                                | Ford GT                         |
| 7   | 10. Juli       | Sportscar Grand Prix Canadian Tire Motorsports Park             | --   | 2:40 Stunden | GTD    | 13             | Turner Motorsport #96                        | Bret Curtis Jens Klingmann                                    | BMW M6 GT3                      |
|     |                |                                                                 |      |              |        |                |                                              |                                                               |                                 |
| 8   | 23. Juli       | Northeast Grand Prix Lime Rock Park                             | --   | 2 Stunden    | P      | nicht am Start | nicht am Start                               | nicht am Start                                                | nicht am Start                  |
| 8   | 23. Juli       | Northeast Grand Prix Lime Rock Park                             | --   | 2 Stunden    | PC     | 8              | Starworks Motorsport #8                      | Alex Popow Renger van der Zande                               | Oreca FLM09 Chevrolet           |
| 8   | 23. Juli       | Northeast Grand Prix Lime Rock Park                             | --   | 2 Stunden    | GTLM   | 9              | Corvette Racing #4                           | Tommy Milner Oliver Gavin                                     | Corvette C7.R                   |
| 8   | 23. Juli       | Northeast Grand Prix Lime Rock Park                             | --   | 2 Stunden    | GTD    | 12             | Magnus Racing #44                            | Andy Lally John Potter                                        | Audi R8 LMS                     |
|     |                |                                                                 |      |              |        |                |                                              |                                                               |                                 |
| 9   | 7. August      | Road Race Showcase Road America                                 | --   | 2:40 Stunden | P      | 8              | Action Express Racing #31                    | Eric Curran Dane Cameron                                      | Corvette DP (Coyote) Chevrolet  |
| 9   | 7. August      | Road Race Showcase Road America                                 | --   | 2:40 Stunden | PC     | 9              | PR1/Mathiasen Motorsports #52                | Tom Kimber-Smith Robert Alon                                  | Oreca FLM09 Chevrolet           |
| 9   | 7. August      | Road Race Showcase Road America                                 | --   | 2:40 Stunden | GTLM   | 9              | Corvette Racing #4                           | Tommy Milner Oliver Gavin                                     | Corvette C7.R                   |
| 9   | 7. August      | Road Race Showcase Road America                                 | --   | 2:40 Stunden | GTD    | 15             | Riley Technologies #33                       | Jeroen Bleekemolen Ben Keating                                | Dodge Viper GT3-R               |
|     |                |                                                                 |      |              |        |                |                                              |                                                               |                                 |
| 10  | 28. August     | Oak Tree Grand Prix Virginia International Raceway              | --   | 2:40 Stunden | P      | nicht am Start | nicht am Start                               | nicht am Start                                                | nicht am Start                  |
| 10  | 28. August     | Oak Tree Grand Prix Virginia International Raceway              | --   | 2:40 Stunden | PC     | nicht am Start | nicht am Start                               | nicht am Start                                                | nicht am Start                  |
| 10  | 28. August     | Oak Tree Grand Prix Virginia International Raceway              | --   | 2:40 Stunden | GTLM   | 9              | Corvette Racing #3                           | Antonio Garcia Jan Magnussen                                  | Corvette C7.R                   |
| 10  | 28. August     | Oak Tree Grand Prix Virginia International Raceway              | --   | 2:40 Stunden | GTD    | 11             | Paul Miller Racing #48                       | Bryan Sellers Madison Snow                                    | Lamborghini Huracán GT3         |
|     |                |                                                                 |      |              |        |                |                                              |                                                               |                                 |
| 11  | 17. September  | Lone Star Le Mans Circuit of The Americas                       | --   | 2:40 Stunden | P      | 8              | Wayne Taylor Racing #10                      | Jordan Taylor Ricky Taylor                                    | Corvette DP (Dallara) Chevrolet |
| 11  | 17. September  | Lone Star Le Mans Circuit of The Americas                       | --   | 2:40 Stunden | PC     | 8              | Starworks Motorsport #8                      | Alex Popow Renger van der Zande                               | Oreca FLM09 Chevrolet           |
| 11  | 17. September  | Lone Star Le Mans Circuit of The Americas                       | --   | 2:40 Stunden | GTLM   | 9              | Porsche North America / CORE Autosport #912  | Earl Bamber Frédéric Makowiecki                               | Porsche 991 GT3 RSR             |
| 11  | 17. September  | Lone Star Le Mans Circuit of The Americas                       | --   | 2:40 Stunden | GTD    | 14             | Turner Motorsport #96                        | Bret Curtis Jens Klingmann                                    | BMW M6 GT3                      |
|     |                |                                                                 |      |              |        |                |                                              |                                                               |                                 |
| 12  | 1. Oktober     | Petit Le Mans Road Atlanta                                      | X    | 10 Stunden   | P      | 9              | Michael Shank Racing with Curb-Agajanian #60 | John Pew Oswaldo Negri Olivier Pla                            | Ligier JS P2 HPD                |
| 12  | 1. Oktober     | Petit Le Mans Road Atlanta                                      | X    | 10 Stunden   | PC     | 7              | PR1/Mathiasen Motorsports #52                | Tom Kimber-Smith Robert Alon Jose Gutiérrez                   | Oreca FLM09 Chevrolet           |
| 12  | 1. Oktober     | Petit Le Mans Road Atlanta                                      | X    | 10 Stunden   | GTLM   | 10             | Risi Competizione #62                        | Giancarlo Fisichella Toni Vilander James Calado               | Ferrari 488 GTE                 |
| 12  | 1. Oktober     | Petit Le Mans Road Atlanta                                      | X    | 10 Stunden   | GTD    | 12             | Riley Technologies #33                       | Jeroen Bleekemolen Ben Keating Marc Miller                    | Dodge Viper GT3-R               |

1. ↑  
Anzahl der gestarteten Fahrzeuge

## Punktestände

### WSCC

#### P-Klasse
| Pos. | Fahrer                            | Punkte |
| ---- | --------------------------------- | ------ |
| 1    | Eric Curran Dane Cameron          | 314    |
| 2    | João Barbosa Christian Fittipaldi | 311    |
| 3    | Jordan Taylor Ricky Taylor        | 309    |
| 4    | Oswaldo Negri                     | 282    |
| 5    | Marc Goossens                     | 273    |
| 6    | Joel Miller Tom Long              | 258    |
| 7    | Jonathan Bomarito Tristan Nunez   | 257    |
| 8    | John Pew                          | 255    |
| 9    | Ryan Dalziel                      | 247    |
| 10   | Katherine Legge                   | 247    |

#### PC-Klasse
| Pos. | Fahrer                            | Punkte |
| ---- | --------------------------------- | ------ |
| 1    | Alex Popow Renger van der Zande   | 355    |
| 2    | Tom Kimber-Smith Robert Alon      | 355    |
| 3    | Mikhail Goikhberg Stephen Simpson | 317    |
| 4    | James French                      | 305    |
| 5    | Kyle Marcelli                     | 274    |
| 6    | Johnny Mowlem                     | 246    |
| 7    | Jon Bennett Colin Braun           | 245    |
| 8    | Jose Gutiérrez                    | 210    |
| 9    | Mark Kvamme                       | 186    |
| 10   | Matt McMurry                      | 138    |

#### GTLM-Klasse
| Pos. | Fahrer                             | Punkte |
| ---- | ---------------------------------- | ------ |
| 1    | Tommy Milner Oliver Gavin          | 345    |
| 2    | Richard Westbrook Ryan Briscoe     | 328    |
| 3    | Antonio Garcia Jan Magnussen       | 319    |
| 4    | Earl Bamber Frédéric Makowiecki    | 313    |
| 5    | Giancarlo Fisichella Toni Vilander | 305    |
| 6    | Dirk Müller Joey Hand              | 301    |
| 7    | Dirk Werner Bill Auberlen          | 298    |
| 8    | Patrick Pilet Nick Tandy           | 285    |
| 9    | John Edwards Lucas Luhr            | 267    |
| 10   | Daniel Serra                       | 164    |

#### GTD-Klasse
| Pos. | Fahrer                              | Punkte |
| ---- | ----------------------------------- | ------ |
| 1    | Christina Nielsen Alessandro Balzan | 332    |
| 2    | Jeroen Bleekemolen Ben Keating      | 303    |
| 3    | Bryan Sellers Madison Snow          | 292    |
| 4    | Andrew Davis Robin Liddell          | 290    |
| 5    | Mario Farnbacher Alex Riberas       | 285    |
| 6    | Bret Curtis Jens Klingmann          | 279    |
| 7    | Andy Lally John Potter              | 258    |
| 8    | Lawson Aschenbach Matt Bell         | 258    |
| 9    | Corey Lewis Spencer Pumpelly        | 247    |
| 10   | Markus Palttala Michael Marsal      | 237    |

### NAEC

#### P-Klasse
| Pos. | Fahrer                                               | Punkte |
| ---- | ---------------------------------------------------- | ------ |
| 1    | João Barbosa Christian Fittipaldi                    | 43     |
| 2    | Scott Sharp Johannes van Overbeek Luís Felipe Derani | 41     |
| 3    | John Pew Oswaldo Negri Olivier Pla                   | 35     |
| 4    | Eric Curran Dane Cameron                             | 35     |
| 5    | Filipe Albuquerque                                   | 34     |
| 6    | Jordan Taylor Ricky Taylor Max Angelelli             | 34     |
| 7    | Ed Brown                                             | 26     |
| 8    | Scott Pruett                                         | 25     |
| 9    | Ryan Dalziel Marc Goossens                           | 25     |
| 10   | Joel Miller Tom Long                                 | 25     |

#### PC-Klasse
| Pos. | Fahrer                                         | Punkte |
| ---- | ---------------------------------------------- | ------ |
| 1    | Tom Kimber-Smith Robert Alon Jose Gutiérrez    | 47     |
| 2    | Kenton Koch                                    | 46     |
| 3    | Mikhail Goikhberg Stephen Simpson Chris Miller | 38     |
| 4    | Alex Popow Renger van der Zande                | 30     |
| 5    | James French Kyle Marcelli                     | 27     |
| 6    | Johnny Mowlem                                  | 26     |
| 7    | Don Yount                                      | 23     |
| 8    | Mark Drumwright                                | 20     |
| 9    | Tomy Drissi                                    | 19     |
| 10   | Jon Bennett Colin Braun                        | 16     |

#### GTLM-Klasse
| Pos. | Fahrer                             | Punkte |
| ---- | ---------------------------------- | ------ |
| 1    | Tommy Milner Oliver Gavin          | 38     |
| 2    | Marcel Fässler                     | 34     |
| 3    | Giancarlo Fisichella Toni Vilander | 32     |
| 4    | Richard Westbrook Ryan Briscoe     | 32     |
| 5    | Dirk Müller Joey Hand              | 32     |
| 6    | Dirk Werner Bill Auberlen          | 32     |
| 7    | Earl Bamber Frédéric Makowiecki    | 32     |
| 8    | Patrick Pilet Nick Tandy           | 32     |
| 9    | Antonio Garcia Jan Magnussen       | 29     |
| 10   | Michael Christensen                | 28     |

#### GTD-Klasse
| Pos. | Fahrer                              | Punkte |
| ---- | ----------------------------------- | ------ |
| 1    | Christina Nielsen Alessandro Balzan | 35     |
| 2    | Mario Farnbacher Alex Riberas       | 35     |
| 3    | Lawson Aschenbach Matt Bell         | 33     |
| 4    | Marco Seefried                      | 32     |
| 5    | Jeroen Bleekemolen Ben Keating      | 30     |
| 6    | Bryan Sellers Madison Snow          | 29     |
| 7    | Jeff Segal                          | 28     |
| 8    | Andy Lally John Potter              | 27     |
| 9    | Markus Palttala Michael Marsal      | 27     |
| 10   | Matt McMurry                        | 27     |